# تاو
تاو (بزرگ Τ، کوچکτ؛ (به یونانی: Ταυ)) نوزدهمین حرف الفبای یونانی است. ارزش این حرف در سیستم اعداد یونانی برابر ۳۰۰ است. حرف تاو از حرف ت در الفبای فنیقی مشتق شده‌است. حرف تی لاتین و ت سیریلیک از این حرف گرفته شده‌اند.
در یونی‌کد، حرف تاو کوچک و بزرگ به ترتیب در جایگاه‌های U+03C4 و U+03A4 قرار داده شده‌اند. در زبان اچ‌تی‌ام‌ال نیز می‌توان شکل‌های کوچک و بزرگ این حرف را با مقدارهای دارای نام (&tau; و &Tau;)، ارجاع‌های دهدهی (&#964; و &#932;) یا شانزدهی (&#x3C4; و &#x3A4;) ایجاد کرد.

## کاربردهای نوین

### فیزیک
- زمان ویژه در نسبیت
- تنش برشی در مکانیک محیط‌های پیوسته
- عمر فرایند گسیل خودبه‌خودی
- تاو، یکی از ذرات بنیادی فیزیک ذرات
- ثابت زمانی هر نوع سیستم مانند مدار آرسی
- گشتاور نیرو در مکانیک